# Polska till Vendelsjön
Polska till Vendelsjön är ett album från 2015 av den svenska folkmusikduon Erika & Cecilia. Låtmaterialet utgörs av svensk folkmusik och egna kompositioner i traditionell stil. Duon består av Erika Lindgren Liljenstople på fiol och Cecilia Österholm på nyckelharpa. Skivan är duons tredje album. Den gavs ut 25 september 2015 och lanserades med en spelning på Bror Hjorths Hus i Uppsala.

## Mottagande
Upsala Nya Tidnings Ulf Gustavsson skrev: "Att folkmusiktraditionen lever och utvecklas - den uppländska inte minst - är det nya albumet med Erika Lindgren Liljenstolpe och Cecilia Österholm ett förkrossande bevis för. Mycket bättre än så här kan det knappast bli. ... Deras spel är rikt på kvalitéer och stämningar och tycks liksom överskrida lokala dialekter, samtidigt som det kan upplevas suggestivt ålderdomligt med ekon av en annan tid, i en brytpunkt mellan äldre konstmusik och folktradition." Robert Halvarsson skrev i Tidningen Kulturen: "Polska till Vendelsjön är en fin liten pärla med flera polskor, visor och andra melodier[.] ... Själv tycker jag särskilt om när de sjunger tillsammans, rösterna är enkla, robusta och, återigen, utmärks av Erika & Cecilias skicklighet – inte minst rörs jag av deras tolkning av Lena Robérts 'Stjärnfall'. Mitt recept mot tomhet och bitterhet är alltså att du likväl kan unna dig ett stycke folkmusik som ett besök i kyrkan, förkunskaper fodras ej, och du kan börja på betydligt sämre platser än hos det från Uppland komna Polska till Vendelsjön."

## Låtlista
| Nr           | Titel                        | Längd |
| ------------ | ---------------------------- | ----- |
| 1.           | Gråtlåten                    | 2:25  |
| 2.           | Polska till Vendelsjön       | 2:51  |
| 3.           | Jag unnar dig ändå allt gott | 2:53  |
| 4.           | Eklundapolska nr 1           | 2:20  |
| 5.           | Vallåt                       | 1:36  |
| 6.           | Kringellek                   | 2:44  |
| 7.           | Järvsövalsen                 | 3:42  |
| 8.           | Dal Jerks skänklåt           | 3:55  |
| 9.           | Jag står på bruderätten min  | 2:54  |
| 10.          | Mammas 60-årslåt             | 2:53  |
| 11.          | Blekingepolskan              | 3:14  |
| 12.          | Barockpolska                 | 3:22  |
| 13.          | Stjärnfall                   | 2:29  |
| 14.          | Polska                       | 2:51  |
| 15.          | Min levnads afton            | 2:17  |
| Total längd: | Total längd:                 | 42:26 |